# Municipio de Claybanks
El municipio de Claybanks (en inglés: Claybanks Township) es un municipio ubicado en el condado de Oceana en el estado estadounidense de Míchigan. En el año 2010 tenía una población de 777 habitantes y una densidad poblacional de 12,5 personas por km².

## Geografía
El municipio de Claybanks se encuentra ubicado en las coordenadas 43°31′27″N 86°26′23″O / 43.52417, -86.43972. Según la Oficina del Censo de los Estados Unidos, el municipio tiene una superficie total de 62.15 km², de la cual 60,85 km² corresponden a tierra firme y (2,09 %) 1,3 km² es agua.

## Demografía
Según el censo de 2010, había 777 personas residiendo en el municipio de Claybanks. La densidad de población era de 12,5 hab./km². De los 777 habitantes, el municipio de Claybanks estaba compuesto por el 94,34 % blancos, el 0,51 % eran afroamericanos, el 1,29 % eran amerindios, el 2,06 % eran de otras razas y el 1,8 % eran de una mezcla de razas. Del total de la población el 5,53 % eran hispanos o latinos de cualquier raza.